# Hamadryas belladonna
Hamadryas belladonna là một loài cracker butterfly thuộc họ Nymphalidae. Nó được tìm thấy ở Brasil.